# فهرست پررفت‌وآمدترین فرودگاه‌های جهان بر پایه تعداد پروازها
این مقاله مربوط به فهرست پررفت‌وآمدترین فرودگاه‌های جهان بر پایه تعداد پروازها است.

## آمار ۲۰۲۲
پررفت‌وآمدترین فرودگاه‌های جهان بر پایهٔ تعداد پروازها در سال ۲۰۲۲ به شرح زیر بوده‌است:
| ردیف | فرودگاه                                   | مکان                                                        | کد (یاتا/کد فرودگاهی ایکائو) | مجموع پروازها | تغییرات رتبه | تغییر |
| ---- | ----------------------------------------- | ----------------------------------------------------------- | ---------------------------- | ------------- | ------------ | ----- |
| ۱.   | فرودگاه بین‌المللی هارتسفیلد-جکسون آتلانتا | آتلانتا، جورجیا، ایالات متحده آمریکا                        | ATL/KATL                     | ۷۲۴٬۱۴۵       | ۰            | ۲٫۳٪  |
| ۲.   | فرودگاه بین‌المللی اوهر شیکاگو             | شیکاگو، ایلینوی، ایالات متحده آمریکا                        | ORD/KORD                     | ۷۱۱٬۵۶۱       | ۰            | ۴٪    |
| ۳.   | فرودگاه بین‌المللی دالاس-فورت ورث          | کاپل، یولس، گریپواین، و ایروینگ، تگزاس، ایالات متحده آمریکا | DFW/KDFW                     | ۶۵۶٬۶۷۶       | ۰            | ۰٫۷٪  |
| ۴.   | فرودگاه بین‌المللی دنور                    | دنور، کلرادو، ایالات متحده آمریکا                           | DEN/KDEN                     | ۶۰۷٬۷۸۶       | ۰            | ۴٫۶٪  |
| ۵.   | فرودگاه بین‌المللی مک‌کاران                 | پارادایس، نوادا، ایالات متحده آمریکا                        | LAS/KLAS                     | ۵۸۱٬۱۱۶       | ۲            | ۱۹٫۴٪ |
| ۶.   | فرودگاه بین‌المللی لس آنجلس                | لس آنجلس، کالیفرنیا، ایالات متحده آمریکا                    | LAX/KLAX                     | ۵۵۶٬۹۱۳       | بی‌تغییر      | ۹٫۹٪  |
| ۷.   | فرودگاه بین‌المللی شارلوت داگلاس           | شارلوت، کارولینای شمالی، ایالات متحده آمریکا                | CLT/KCLT                     | ۵۰۵٬۵۸۹       | ۲            | ۲٫۸٪  |
| ۸.   | فرودگاه بین‌المللی میامی                   | شهرستان میامی-دید، فلوریدا، فلوریدا، ایالات متحده آمریکا    | MIA/KMIA                     | ۳۸۷٬۹۷۳       | ۱            | ۱۸٫۲٪ |
| ۹.   | فرودگاه بین‌المللی جان اف کندی             | کویینز، نیویورک، New York, ایالات متحده آمریکا              | JFK/KJFK                     | ۴۴۸٬۸۴۷       | ۱۸           | ۵۴٫۴٪ |
| ۱۰.  | فرودگاه جدید استانبول                     | استانبول، ترکیه                                             | IST/LTFM                     | ۴۲۵٬۸۹۰       | ۲۳           | ۵۲٪   |